# Шмитц, Робер
Эли Робер Шмитц (фр. Elie Robert Schmitz; 8 февраля 1889, Париж — 5 сентября 1949, Сан-Франциско) — французско-американский пианист и дирижёр.

## Биография
С детства учился играть одновременно на фортепиано и скрипке, концертировал как пианист и скрипач с 14-летнего возраста, однако в дальнейшем отказался от скрипки в пользу фортепиано. Окончил Парижскую консерваторию (1910), ученик Луи Дьемера (фортепиано) и Камиля Шевийяра (дирижирование). В 1909 году, ещё до завершения курса, отправился в американское турне как аккомпаниатор (сопровождая, в частности, Лео Слезака). В 1912—1914 годах руководил в Париже собственным камерным оркестром, осуществившим ряд заметных премьер, в том числе Первой рапсодии для кларнета с оркестром Клода Дебюсси, «Сумерек любви» Поля Ле Флема, Симфонической сюиты Дариуса Мийо. Однако Первая мировая война прервала карьеру Шмитца: он воевал в действующей армии, был ранен в руку шрапнелью и провёл восемь месяцев в госпитале.
С 1918 года жил и работал в США, первоначально в Нью-Йорке, где годом позже основал Франко-Американское музыкальное общество, занимавшееся пропагандой в США новейшей французской музыки. В частности, при участии общества были организованы американские гастроли и выступления таких музыкантов, как Морис Равель, Бела Барток, Отторино Респиги и многие другие. Общество также организовывало европейские гастроли американских артистов — в том числе поездку певца Роналда Хейса в СССР в 1928 году. Как пианист Шмитц осуществил в США ряд записей, в том числе альбом прелюдий Дебюсси. Его книга «Фортепианные сочинения Клода Дебюсси» (англ. The Piano Works of Claude Debussy) была опубликована в 1950 году посмертно.